# Коробова, Клавдия Ивановна
Клавдия Ивановна Коробова (род. 1 января 1916, Макеевка — 1969, Москва) — советская актриса театра и кино.

## Биография
Родилась 1 января 1916 года в Макеевке в многодетной семье металлургов. По мимо отца, трое братьев также были связанны с данной отраслью. Мать являлась домашней хозяйкой. 
Училась в украинской школе своего родного города, которую окончила. После окончания учебного заведения уехала в Москву, где училась на рабфаке имени В. М. Молотова. С 1933 года началась семейная жизнь, вышла замуж за архитектора, родила дочку, а после декрета пошла в актрисы. В 1936 году Клавдия Ивановна стала студенткой актёрской школы при киностудии «Мосфильм», в 1939 году завершила обучение. Ближе к 1940 году вышла повторно замуж, её супругом стал артист театра оперетты В. Г. Зарубеев (1908–1985) от которого родила также дочь. 
С началом Великой Отечественной войны вместе с мужем отправилась в эвакуацию на Урал, затем в Сибирь. После, Коробова вошла в концертную бригаду Театра оперетты, где выступала в качестве мастера художественного слова в воинских частях, госпиталях, а также в цехах Кузнецкого металлургического комбината имени И. В. Сталина.
В 1943 году после возвращения в Москву, Коробова вошла в штат киностудии «Мосфильм». В 1945 году перешла от туда в труппу только что открытого Государственного театра киноактёра. За всю актёрскую карьеру так и не добилась большой славы.
Спустя года получила вторую группу инвалидности, которая послужила поводом в 1968 году выйти на пенсию. 
Скончалась в 1969 году в Москве. Прах захоронен на Новодевичьем кладбище. 

## Фильмография
- 1937 — Ленин в Октябре — жена Василия
- 1938 — Александр Невский — участие
- 1939 — Веселей нас нет — Ольга Коржева
- 1939 — Ленин в 1918 году — жена Василия
- 1939 — Степан Разин — участие
- 1941 — Валерий Чкалов — участие
- 1941 — Отец и сын — Ксана
- 1946 — Большая жизнь. Вторая серия — мама Серёжи
- 1947 — Весна — работница киностудии
- 1948 — Путь славы — профорг
- 1957 — Звёздный мальчик — колдунья